# Chaetopsis debilis
Chaetopsis debilis är en tvåvingeart som beskrevs av Friedrich Hermann Loew 1868. Chaetopsis debilis ingår i släktet Chaetopsis och familjen fläckflugor. Inga underarter finns listade i Catalogue of Life.